# The Boy in the Ocean
|  | Denne artikel er oprettet af botten Steenthbot ud fra en ekstern database. Den kan derfor have sproglige fejl eller mangler. Denne skabelon kan fjernes efter kontrol af indholdet. |

The Boy in the Ocean er en dansk kortfilm fra 2016 instrueret af Friedrich Tiedtke.

## Handling
Den 12-årige tyske dreng Mathias opdager sin seksualitet på en sejlbåd i Danmark. Han er omgivet af hav og fanget på båden med sine forældre, der stadig behandler Mathias som et barn. Han drømmer om at komme i land, og hans begær vokser, da han fascineres af en dansk pige i en havn.

## Medvirkende
- Mikkel Jacobsen, Thomas
- Anders Khayat, Benjamin
- Fie London, Emilie
- Andreas Nickl, Ralf
- Barbara Philipp, Marianne
- Mika Seidel, Mathias